# Aki (cratère)
Pour les articles homonymes, voir Aki.
Le cratère Aki est un cratère d'impact de 7,87 km de diamètre situé sur Mars dans le quadrangle de Thaumasia. Il a été nommé en référence à la ville d'Aki, dans la préfecture de Kōchi, au Japon.